# Denis Pylypiw
Denis Pylypiw (ur. 13 czerwca 1945, zm. 1 stycznia 1996) – francuski judoka.
Brązowy medalista mistrzostw Europy w 1968. Triumfator wojskowych MŚ w 1967. Mistrz Francji w 1968; drugi w 1971 i 1972; trzeci w 1969 roku.